# Carnival Dream (schip, 2009)
De Carnival Dream is een cruiseschip van Carnival Cruise Lines en is het enige schip uit zijn klasse. Met zijn 130.000 ton is het het grootste schip dat ooit voor deze rederij werd gemaakt. Op 27 april 2011 kreeg de Dream er een zusterschip bij, de Carnival Magic, en in juni 2012 zou het er nog een zusterschip bij krijgen, namelijk de Carnival Breeze. Deze drie zusterschepen zijn de drie grootste schepen die door scheepsbouwer Fincantieri voor de rederij gemaakt zijn.

## Indeling

### Kajuiten
Het schip heeft een groot aantal kajuiten, variërend van binnenkajuiten tot ruime suites.
Enkele nieuwigheden:
- de deluxe ocean view stateroom, met twee aparte wasgelegenheden
- de cove balcony stateroom, met een balkon, omgebouwd tot een glazen veranda

Het schip bezit ook over enkele Spa staterooms, maar deze waren ook reeds aanwezig op de Carnival Splendor.

### Voorzieningen
De Carnival Dream beschikt over onder meer een waterpark met meerdere glijbanen, een minigolfbaan van twee dekken hoog en een promenadedek, met café en jacuzzi's.

## Film
Het grootste deel van de opnamen van de film Alvin and the Chipmunks: Chip-Wrecked vond plaats op de Carnival Dream. De opnamen begonnen op 22 januari 2011 en de première vond plaats op 16 december 2011 in de Verenigde Staten.